# Johanna Schnarf
Johanna Schnarf, née le 16 septembre 1984 à Bressanone, dans la province autonome de Bolzano, dans le Trentin-Haut-Adige) est une skieuse alpine italienne. Elle est spécialiste des épreuves de vitesse, comptant deux podiums en Coupe du monde.

## Biographie
Elle prend part à ses premières courses officielles en 1999. Elle entre en Coupe du monde en décembre 2004 à Lake Louise, puis marque ses premiers points lors de la saison 2005-2006 en super G et combiné.
Aux Championnats du monde 2009, à Val d'Isère, Schnarf se classe sixième du super combiné, son meilleur résultat en mondial.
Lors des Jeux olympiques de Vancouver, Johanna Schnarf obtient la quatrième place du super G échouant à 11 centièmes de la médaille de bronze. Elle est aussi huitième du combiné et 22e de la descente.
Deux semaines plus tard, elle obtient son premier podium en coupe du monde en terminant à la deuxième place de la descente de Crans-Montana à un centième de l'Américaine Lindsey Vonn.
Schnarf est victime d'une rupture du ligament croisé du genou droit en septembre 2012, ce qui la prive de la saison 2012-2013 de Coupe du monde ainsi que des Championnats du monde 2013.
Elle réalise son meilleur classement en 2018, où elle est vingtième du général de la Coupe du monde, grâce notamment à son deuxième podium qu'elle a obtenu à Cortina d'Ampezzo en super G.
Aux Jeux olympiques d'hiver de 2018, elle est cinquième du super G.
Elle se blesse à l'entraînement à l'aube de la saison 2018-2019, qu'elle ne pourra pas disputer en raison de sa gravité.

## Palmarès

### Jeux olympiques d'hiver
| Épreuve / Édition | Vancouver 2010 | Pyeongchang 2018 |
| Descente          | 22e            |                  |
| Super G           | 4e             | 5e               |
| Super combiné     | 8e             | Abandon          |

### Championnats du monde
| Épreuve / Édition | Åre 2007 | Val d'Isère 2009 | Garmsich-Partenkirchen 2011 | Beaver Creek 2015 | Saint-Moritz 2017 |
| Descente          |          |                  | 21e                         | 28e               | 22e               |
| Super G           | 17e      |                  | 23e                         |                   |                   |
| Super combiné     | 17e      | 6e               | 8e                          | Abandon           |                   |

### Coupe du monde
- Meilleur classement général : 20e en 2018.
- 2 podiums.

#### Classements en Coupe du monde
| Année/Classement | Année/Classement | Général | Général | Descente | Descente | Super G | Super G | Combiné | Combiné |
| ---------------- | ---------------- | ------- | ------- | -------- | -------- | ------- | ------- | ------- | ------- |
| Année/Classement | Année/Classement | Class.  | Points  | Class.   | Points   | Class.  | Points  | Class.  | Points  |
| 2006             | 2006             | 83e     | 37      | -        | -        | 47e     | 11      | 16e     | 26      |
| 2007             | 2007             | 64e     | 96      | 38e      | 22       | 43e     | 14      | 11e     | 60      |
| 2008             | 2008             | 75e     | 49      | 48e      | 7        | 49e     | 2       | 17e     | 40      |
| 2009             | 2009             | 67e     | 77      | 49e      | 1        | 44e     | 13      | 13e     | 63      |
| 2010             | 2010             | 28e     | 216     | 13e      | 137      | 34e     | 30      | 9e      | 49      |
| 2011             | 2011             | 23e     | 303     | 20e      | 102      | 11e     | 126     | 10e     | 75      |
| 2012             | 2012             | 27e     | 292     | 14e      | 140      | 18e     | 120     | 16e     | 32      |
| 2014             | 2014             | 77e     | 45      | 32e      | 45       | -       | -       | -       | -       |
| 2015             | 2015             | 54e     | 115     | 24e      | 81       | 37e     | 18      | 15e     | 16      |
| 2016             | 2016             | 21e     | 466     | 17e      | 160      | 9e      | 216     | 7e      | 90      |
| 2017             | 2017             | 24e     | 352     | 6e       | 244      | 19e     | 92      | 35e     | 16      |
| 2018             | 2018             | 20e     | 424     | 16e      | 151      | 8e      | 250     | 30e     | 14      |

### Coupe d'Europe
- 1 victoire.

En date de mars 2019.

### Championnats d'Italie
- Vainqueur de la descente et du combiné en 2018.